# Боксер де Бордо
«Боксер де Бордо» (фр. Boxers de Bordeaux) — хокейний клуб з Бордо, Франція. Заснований у 1998 році.

## Історія
Клуб засновано в місті Бордо у 1998 році під назвою «Жиронден де Бордо 2000», щоб стати правонаступником нещодавно розформованої команди, відомої протягом більшої частини своєї історії як «Дог де Бордо». Команда обрала назву на честь собачої породи боксер. Декілька гравців з «Дог де Бордо» вирішили лишитись в клубі попри те що вона розпочала свої виступи з четвертого дивізіону.
«Боксери» одразу піднялися до третього рівня, а в 2006 році отримали підвищення до другого рівня, де залишалися протягом десяти років. У 2014 році клуб виділив чоловічу команду в окрему комерційну структуру, щоб підготувати її до підкорення найвищого дивізіону країни, Ліги Магнус.
У 2015 році «Боксер де Бордо» у фінальній серії переграли «Англет» та після сімнадцятирічної перерви повернулись до найвищого дивізіону Франції Ліги Магнус.
У дебютному сезоні команда ледь не потрапила в плей-оф, посівши дев'яте місце. У наступних двох сезонах «Боксер де Бордо» виходив до півфіналу плей-оф. У сезоні 2018–19 «боксери» програли в чвертьфіналі плей-оф. Команда закріпила за собою статусу надійного середняка ліги.
У січні 2024 року Патрік Руа размо з партнерами придбав частку акцій команди, що складають 18,5 %.
Сезон 2023–24 «Боксер де Бордо» провів на досить високому рівні. У плей-оф «боксери» здолали спочатку «Марсель», а у півфіналі «Гренобль», програвши лише фінальну серію «Руану».

## Домашня арена
«Патінер де Мерідек» домашній стадіон клубу, відкритий 18 грудня 1981 року. Арена вміщує 3312 глядачів.

## Досягнення
Ліга Магнус
- (1): 2023–24